# Duhnen

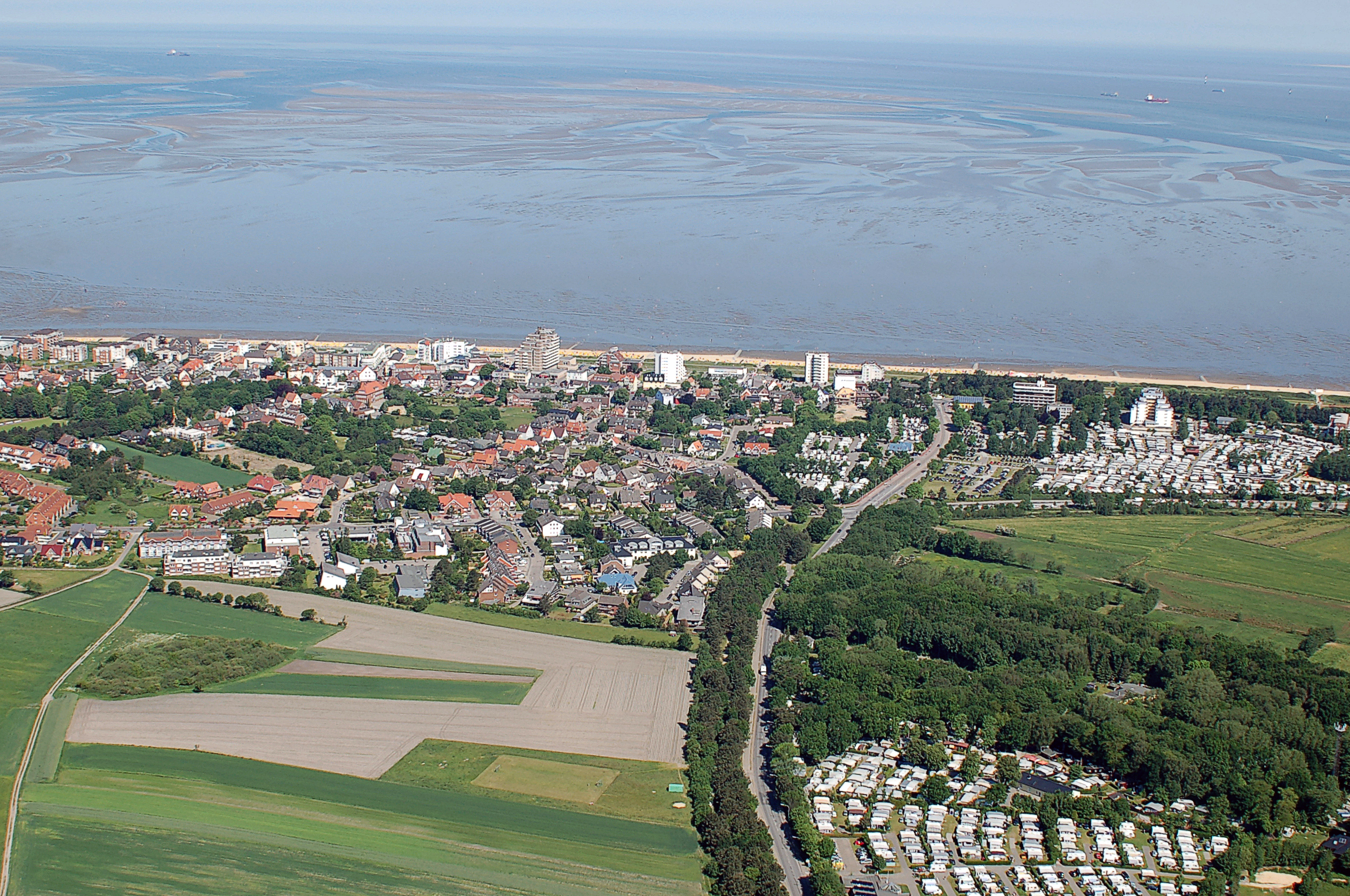
Luftaufnahme von Cuxhaven-Duhnen (2012)

Duhnen (von Dünen) ist ein Stadtteil der Stadt Cuxhaven an der niedersächsischen Nordseeküste. Er befindet sich westlich der Kernstadt Cuxhaven und ist ein vom Tourismus stark beeinflusstes Gebiet im Cuxland.

## Geschichte

### Eingemeindungen
Die Gemeinden Arensch, Berensch, Cuxhaven, Döse, Duhnen, Groden, Gudendorf, Holte, Neuwerk, Oxstedt, Ritzebüttel, Sahlenburg, Spangen, Stickenbüttel, Süder- und Westerwisch gehörten bis 1864 dem hamburgischen Amt Ritzebüttel und danach der Landherrenschaft Ritzebüttel an. 1926 gingen die Gemeinden Arensch, Berensch, Duhnen, Groden, Gudendorf, Holte, Insel Neuwerk, Oxstedt, Sahlenburg, Spangen, Stickenbüttel, Süder- und Westerwisch in der Landherrenschaft Hamburg auf. Durch Inkrafttreten des Gesetzes über die Eingemeindung der Landgemeinden Groden, Westerwisch, Süderwisch, Stickenbüttel, Duhnen und Neuwerk mit Scharhörn vom 6. Februar 1935 wurden diese mit Wirkung zum 1. März 1935 dem Gebiet der Stadt Cuxhaven zugeordnet, die wiederum am 1. April 1937 mit dem Groß-Hamburg-Gesetz von Hamburg an den Regierungsbezirk Stade der preußischen Provinz Hannover überging.

### Einwohnerentwicklung
| Jahr      | 1866 | 1867 | 1871 | 1910 | 2006 | 2018 |
| --------- | ---- | ---- | ---- | ---- | ---- | ---- |
| Einwohner | 189  | 184  | 207  | 440  | 1037 | 938  |

(Quellen: 1866–1871, 1910, 2006, 2018)

## Politik
Stadtrat und Bürgermeister
Auf kommunaler Ebene wird Duhnen vom Cuxhavener Stadtrat vertreten.

## Kultur und Sehenswürdigkeiten

### Bauwerke

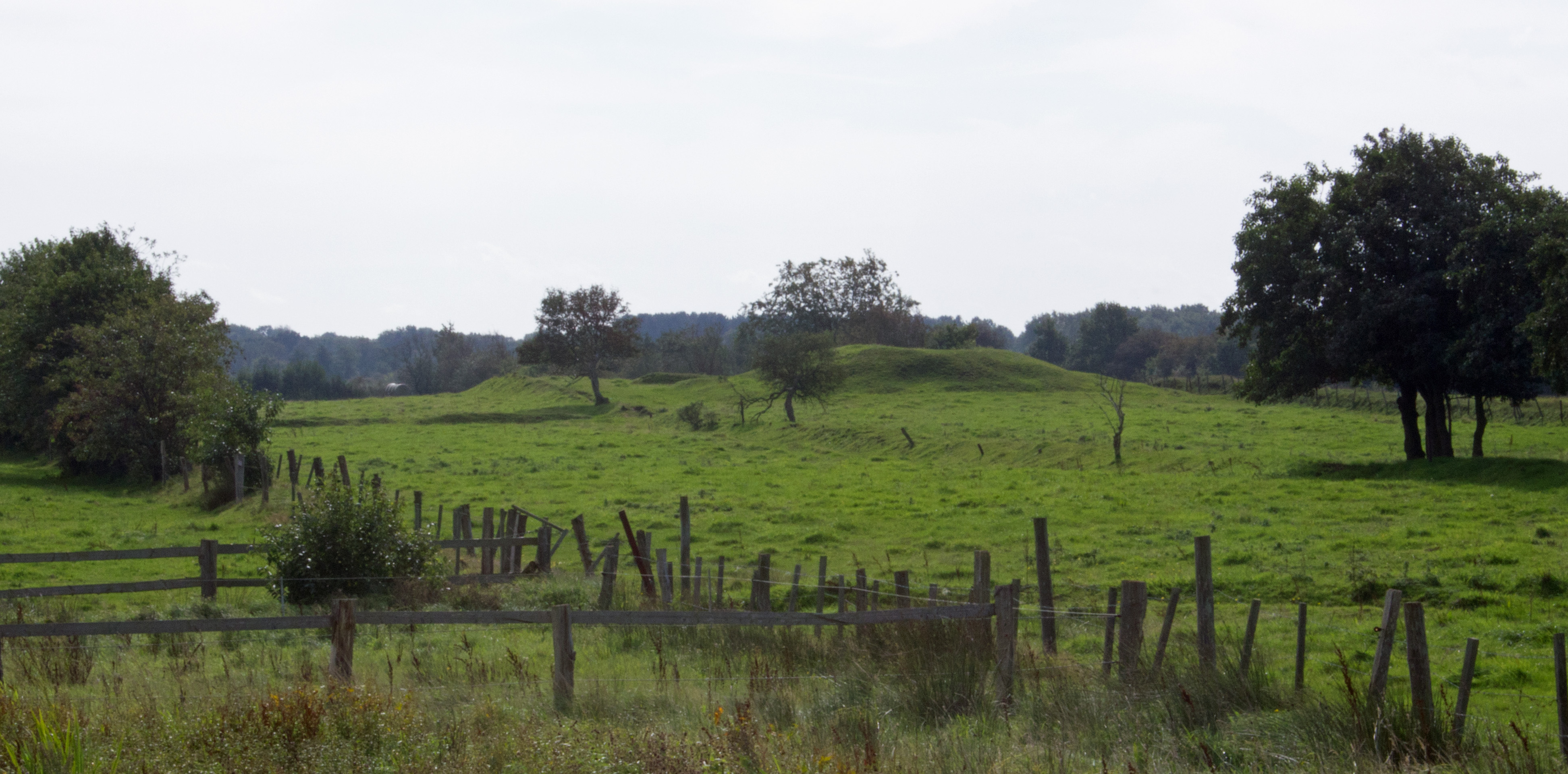
Grabhügel Twellberg

#### Grabhügel Twellberg
Den Namen Twellberg (Zwillingsberg) hat der 3 m hohe Hügel aufgrund eines zweiten Hügels, der Anfang des 20. Jahrhunderts der Kultivierung zum Opfer fiel. Im 17. Jahrhundert waren die beiden Hügel (in den Prozessakten noch mit einer Höhe von 5 m angegeben) umstrittene Grenzmarkierung zwischen den Bauerschaften Duhnen und Sahlenburg. Bei der 1948 erfolgten Ausgrabung wurden von Dietwald Brandt die Steinpackung eines Baumsarges und dessen Reste gefunden. Neben dem Leichenbrand lagen als Grabbeigaben zwei Armreife, ein Fingerringfragment, ein Messer, eine Nadel und ein bronzener Gürtelbuckel. Den mittelbronzezeitlichen (um 1200 v. Chr.) Funden zufolge wurde hier eine Frau bestattet.

#### RingwallAm Kirchhof
Der im flachen Geestbereich gelegene, im Gelände noch gut erkennbare Ringwall (ehemals Judenkirchhof) besitzt einen Innendurchmesser von rund 40 m. Die Anlage besteht aus einem ca. 1,2 m hoch erhaltenen Hauptwall und – getrennt durch eine Berme – einem deutlich kleineren Vorwall mit vorgelagertem Sohlgraben. Letztere beiden sind nur noch nordwestlich und südlich der Anlage zu erkennen und dürften in den übrigen Bereichen der landwirtschaftlichen Nutzung der angrenzenden Parzellen zum Opfer gefallen sein. Ursprünglich besaß der Hauptwall einen nach Osten gerichteten Zugang, der jedoch im Laufe des 20. Jahrhunderts verschlossen wurde. In der näheren Umgebung sowie im Innenraum der Ringwallanlage finden sich mehrere Hügel, die im Gelände noch in unterschiedlichem Maße erhalten sind. Ihren guten Erhaltungszustand verdankt die Wallanlage einer erst spät einsetzenden Umwandlung des Duhner Küstenstreifen in Ackerland. Dabei scheute man offensichtlich den großen Aufwand einer Urbarmachung dieser Geländeparzelle. Zudem wurde der Duhner Ringwall bereits in den 1930er Jahren als Naturdenkmal ausgewiesen.
Eine erste archäologische Untersuchung erfuhr die Anlage im Jahre 1905 durch den Prähistoriker Carl Schuchhardt, der das Erdwerk vermessen und den damals im Gelände noch erkennbaren Torbereich im Osten freilegen ließ. Bei dieser Maßnahme, deren Dokumentation heute weitgehend verloren ist, erfasste er eine Torgasse von 2,5–2,8 m Breite, die beidseits von Fundamentgräbchen mit Spuren senkrecht eingestellter Pfosten flankiert war. Daneben wurden Reste einer horizontal an der Wallbasis verlegten hölzernen Balkenkonstruktion erfasst. Archäologische Funde traten nicht zutage, weshalb Schuchhardt die Ringwallanlage anhand von Vergleichsbefunden in sächsische Zeit (ca. 6. Jahrhundert) datierte.
Zweifel an diesem Zeitansatz führten zu der Einrichtung eines Gemeinschaftsprojekts des Instituts für Ur- und Frühgeschichte und Archäologie des Mittelalters der Universität Tübingen und der Archäologischen Denkmalpflege der Stadt Cuxhaven. Im Zuge dessen wurden der Ringwall und sein Umfeld in mehreren Kampagnen zwischen 2001 und 2009 erstmals umfassend archäologisch und naturwissenschaftlich erforscht. Dabei zeigte sich, dass die Wallanlage weitgehend aus aufgeschichteten Heideplaggen errichtet wurde. Hinweise auf stützende hölzerne Einbauten, wie Schuchhardt sie dokumentiert hatte, fanden sich nicht. Zu den überraschenden Ergebnissen der Untersuchungen zählt vor allem das ermittelte Alter der Anlage. So ergab die naturwissenschaftliche Datierung der organischen Bestandteile einer dünnen Schicht an der Wallbasis, die die alte Geländeoberfläche kurz vor der Errichtung des Ringwalls wiedergibt, ein Alter von rund 3500 Jahren. Kulturgeschichtlich entspricht dies einer Errichtung des Ringwalls am Übergang von der frühen zur älteren nordischen Bronzezeit.
Die eigentliche Funktion des Erdwerkes konnte nicht ermittelt werden. Spuren einer bronzezeitlichen Innenbebauung fanden sich bislang nicht. Ob dies, wie auch die generelle Fundarmut, beispielsweise auf eine nur temporäre Nutzung der Anlage – etwa als Versammlungsplatz – schließen lässt, muss offenbleiben.
Im Zuge der neuen Forschungen standen jedoch nicht nur die Ringwallanlage selbst, sondern auch die archäologische Untersuchung weiterer Bodendenkmale des Areals im Zentrum des Interesses. Hierbei konnte eine wiederholte, mehrperiodische Nutzung des Platzes nachgewiesen werden. So fanden sich im Innenraum des Ringwalls zahlreiche Feuersteinartefakte sowie Keramik, die eine Nutzung des Platzes bereits in der mittleren und späten Jungsteinzeit und somit lange vor der Errichtung der Wallanlage belegen. Als markanteste Befunde hoben sich hier jedoch ursprünglich zwei kleinere Hügel ab, von denen heute nur noch einer erhalten ist. Dieser barg wahrscheinlich die Reste einer Scheiterhaufenbestattung, die im 2. oder 1. Jahrhundert v. Chr. auf der Erdoberfläche angelegt und anschließend mit Heideplaggen überhügelt wurde. Dies ist äußerst bemerkenswert, da diese Bestattungsform für die jüngere vorrömische Eisenzeit im Gebiet östlich der Weser ansonsten bislang unbekannt war. Auch die Erforschung eines weiteren, zu einer westlich des Ringwalls gelegenen Gruppe gehörenden Hügels erbrachte eine Brandbestattung, die in denselben Zeithorizont zu stellen ist. Zusammen mit dem bronzezeitlichen Großgrabhügel Twellberg nordöstlich des Ringwalls (Brandgrab; 13./12. Jahrhundert v. Chr.) sowie einem Brandgrubengrab, das um die Zeitenwende als Nachbestattung in den untersuchten Innenraumhügel eingebracht wurde, wird somit eine über mehrere Jahrhunderte andauernde Nutzung der nach wie vor im Gelände prominenten Wallanlage und ihres Umfeldes als Bestattungsplatz fassbar.
Zudem konnte die schon durch Schuchhardt freigelegte Torgasse des Ringwalls – trotz der Diskrepanz zwischen der 1905 als Oval dokumentierten, heute aber kreisrund erscheinenden Anlage – im Gelände exakt lokalisiert, systematisch untersucht und somit die früheren Grabungsergebnisse bis ins Detail bestätigt werden. Die aus den erfassten Resten der Pfostenstellungen genommenen Proben werden durch eine naturwissenschaftliche Altersbestimmung in absehbarer Zeit eine genauere Datierung des Tores ergeben.

#### Weitere Bauwerke

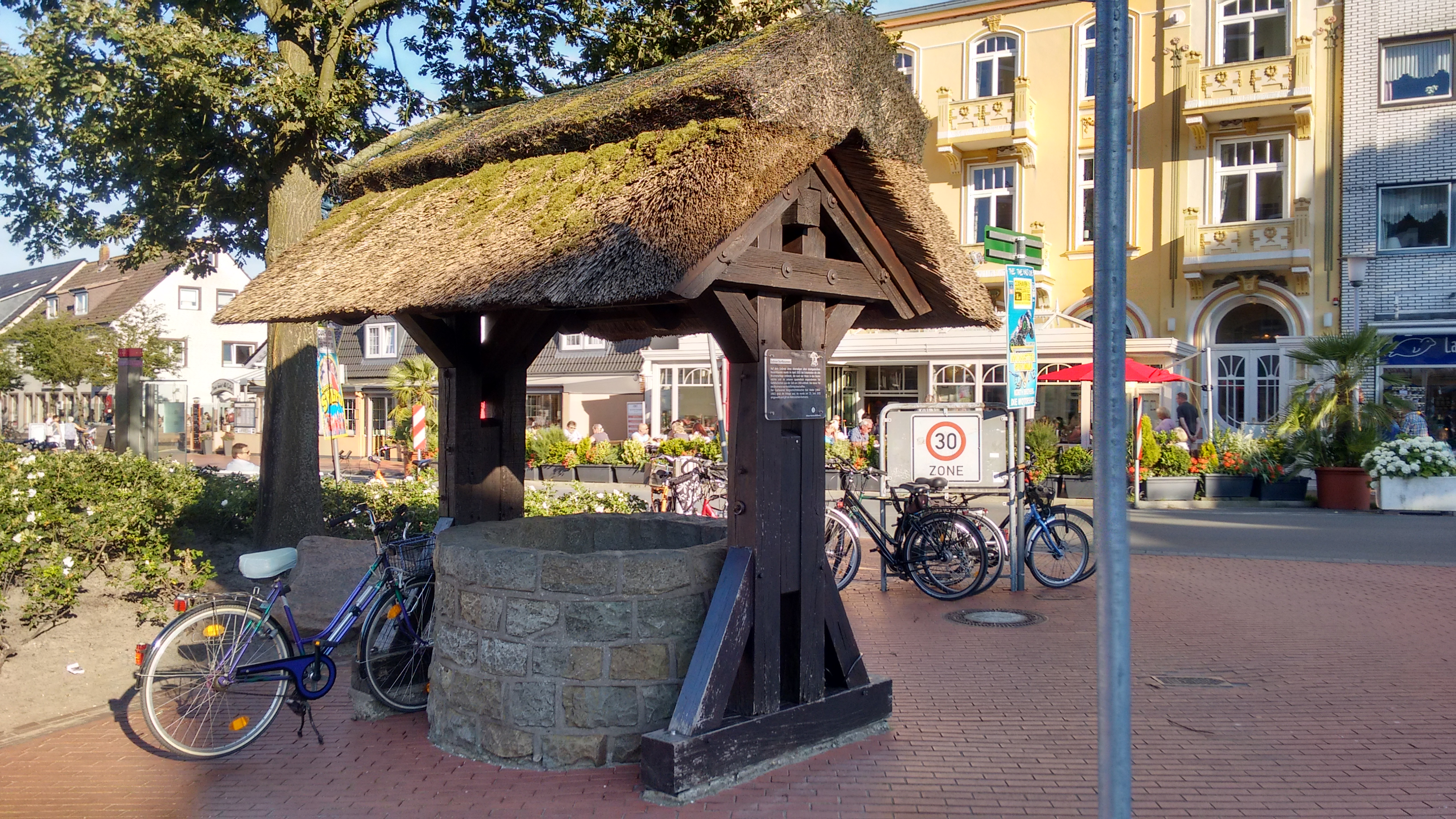
Der Duhner Dorfbrunnen, das Wahrzeichen des Cuxhavener Stadtteils Duhnen

- Der Dorfbrunnen, das Wahrzeichen Duhnens von 1935, der auch auf dem Duhner Wappen dargestellt ist (siehe Bild am Artikelanfang). Der oberirdische Teil besteht aus Sandstein. Er ist mit einem Holzgestell und Stroh überdacht. Der heutige Bau ist über einer mittelalterlichen Brunnenanlage von etwa 4 m Tiefe errichtet, in der Gefäßscherben aus der Zeit um 1300 gefunden wurden.
- Die Duhner Kapelle ist ursprünglich ein um 1860 erbauter Bauernhof. In dem 1953 umgebauten Stallteil finden heutzutage Gottesdienste und Veranstaltungen statt. 2005 wurde vor dem Gebäude ein moderner Glockenträger samt Glocke aufgestellt.
- Gasthof Zur Post (Cuxhavener Straße 101)[6]
- Fischerhaus Duhnen (Wehrbergsweg)[6]
- Strandhotel Duhnen (Duhner Strandstraße 5–9)[6]
- Lesehalle Duhnen (Duhner Strandstraße 35)[6]
- Duhner Schule (Rugenbargsweg 7)[6]

#### Sonstiges
Im Süden von Duhnen, im Weideland unmittelbar hinter dem Deich führt ein vom Dünenweg abzweigender Feldweg durch den Ringwall. Der daneben liegende Grabhügel ist von weitem zu sehen.

### Baudenkmale
→ Siehe: Liste der Baudenkmale in Duhnen

## Wirtschaft und Infrastruktur

### Tourismus
Duhnen ist einer der wichtigsten Fremdenverkehrsorte Niedersachsens am Wattenmeer und wird von Hotels, Pensionen, Ferienappartementhäusern und Einrichtungen der Gastronomie sowie einem Erlebnisbad geprägt. Duhnen ist ein Ausgangspunkt der Wattwagenfahrten und Wattwanderungen zur Insel Neuwerk. Der Strand ist sehr flach, so dass auch bei Hochwasser das Schwimmen fast unmöglich ist. Nordöstlich von Duhnen liegt der Ortsteil Döse, östlich Stickenbüttel, südwestlich liegt Sahlenburg. Duhnen bietet hochwertige Hotellerie und Gastronomie und gilt als etwas teurer als die Nachbarbadeorte Döse und Sahlenburg, die eher den Ruf von Familienbadeorten haben. Trotzdem findet man auch in Duhnen preisgünstige familiär geführte Pensionen, Campingplätze, Ferienwohnungen und die Jugendherberge Cuxhaven-Duhnen. Eine wichtige Attraktion ist das traditionell stattfindende Duhner Wattrennen, ein Pferderennen im Watt.

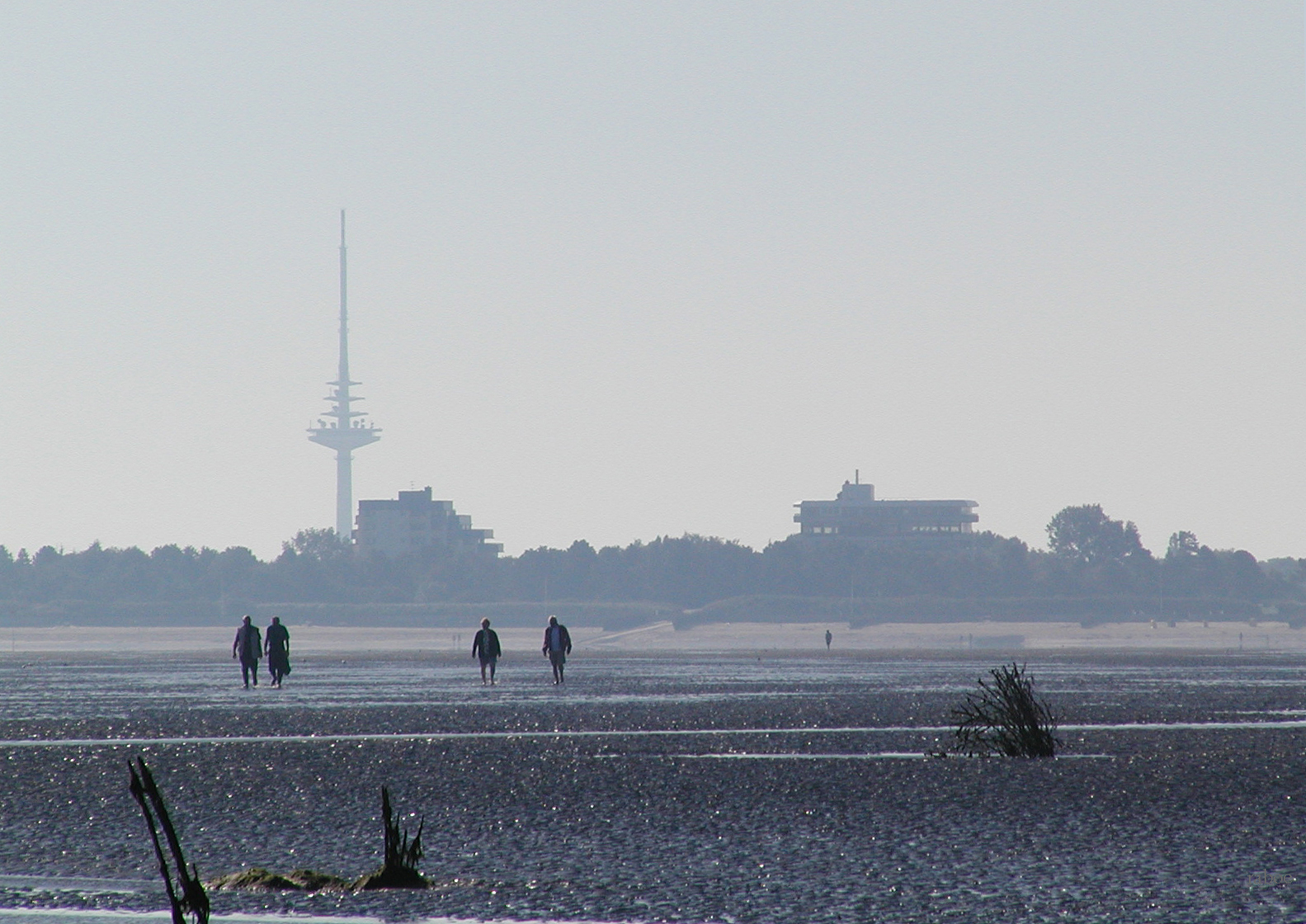
Blick vom Watt bei Duhnen zum Friedrich-Clemens-Gerke-Turm
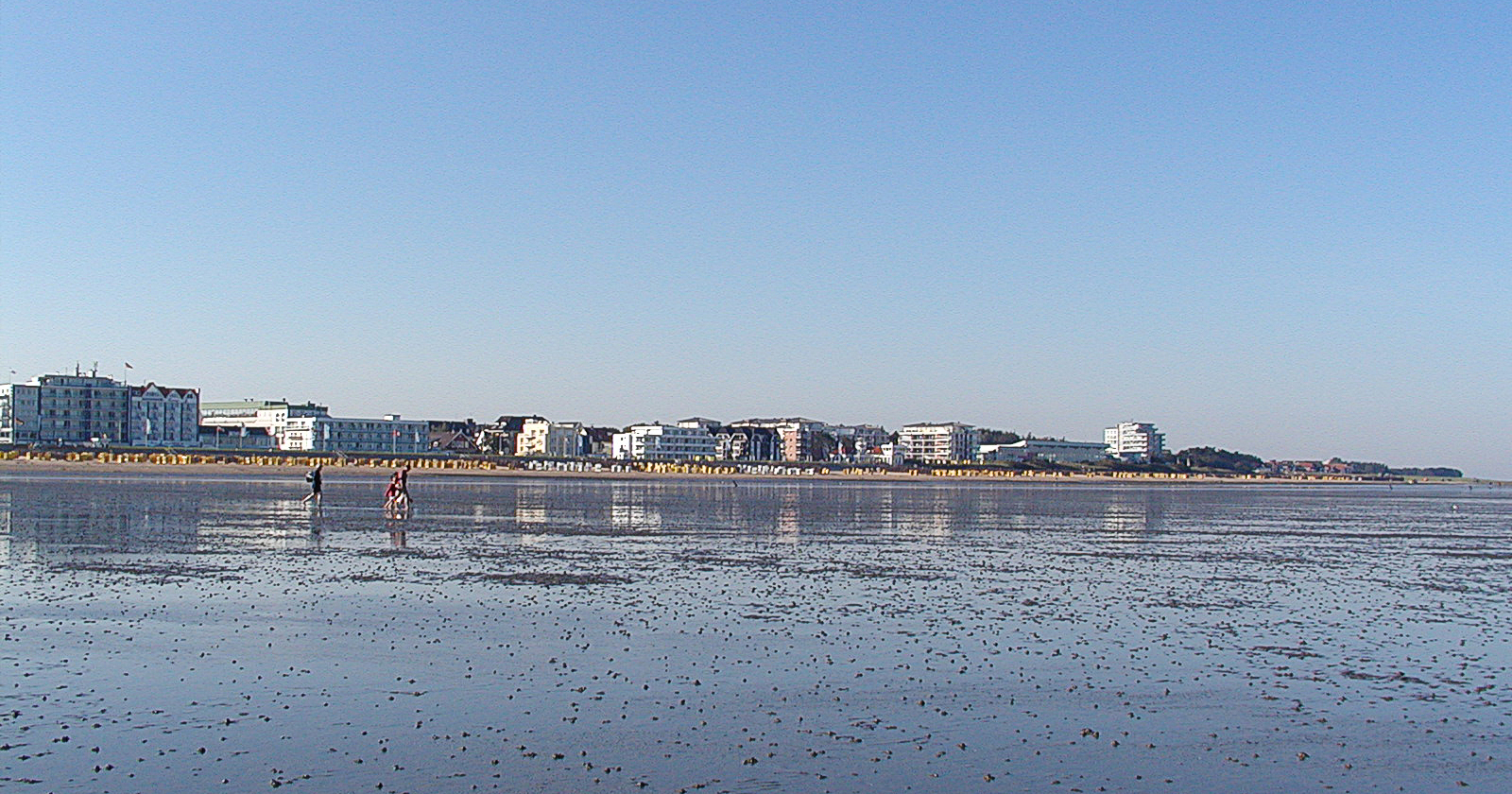
Blick vom Watt
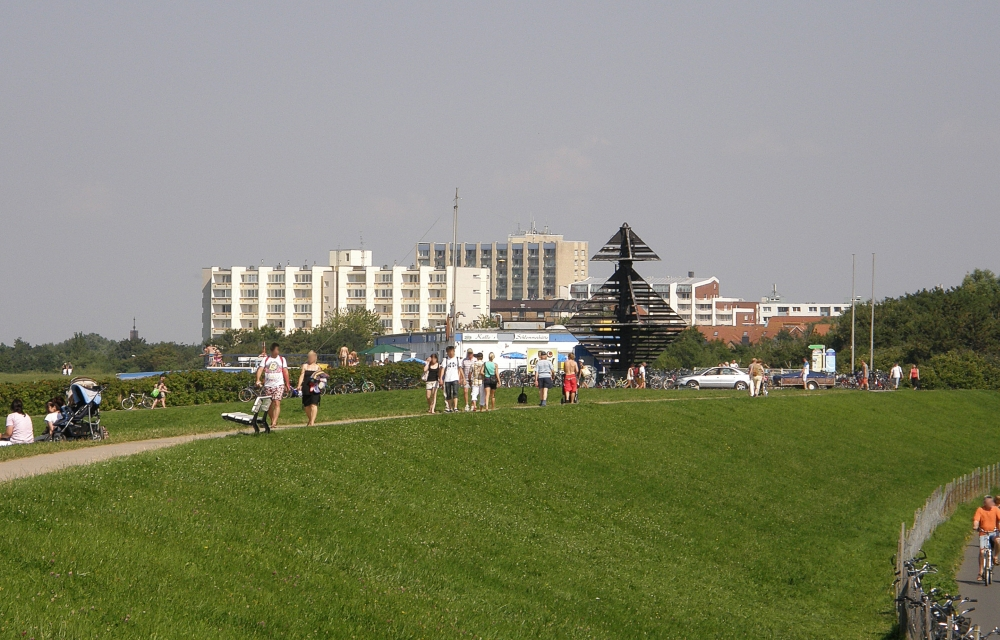
Auf dem Deich von Duhnen in Richtung Döse
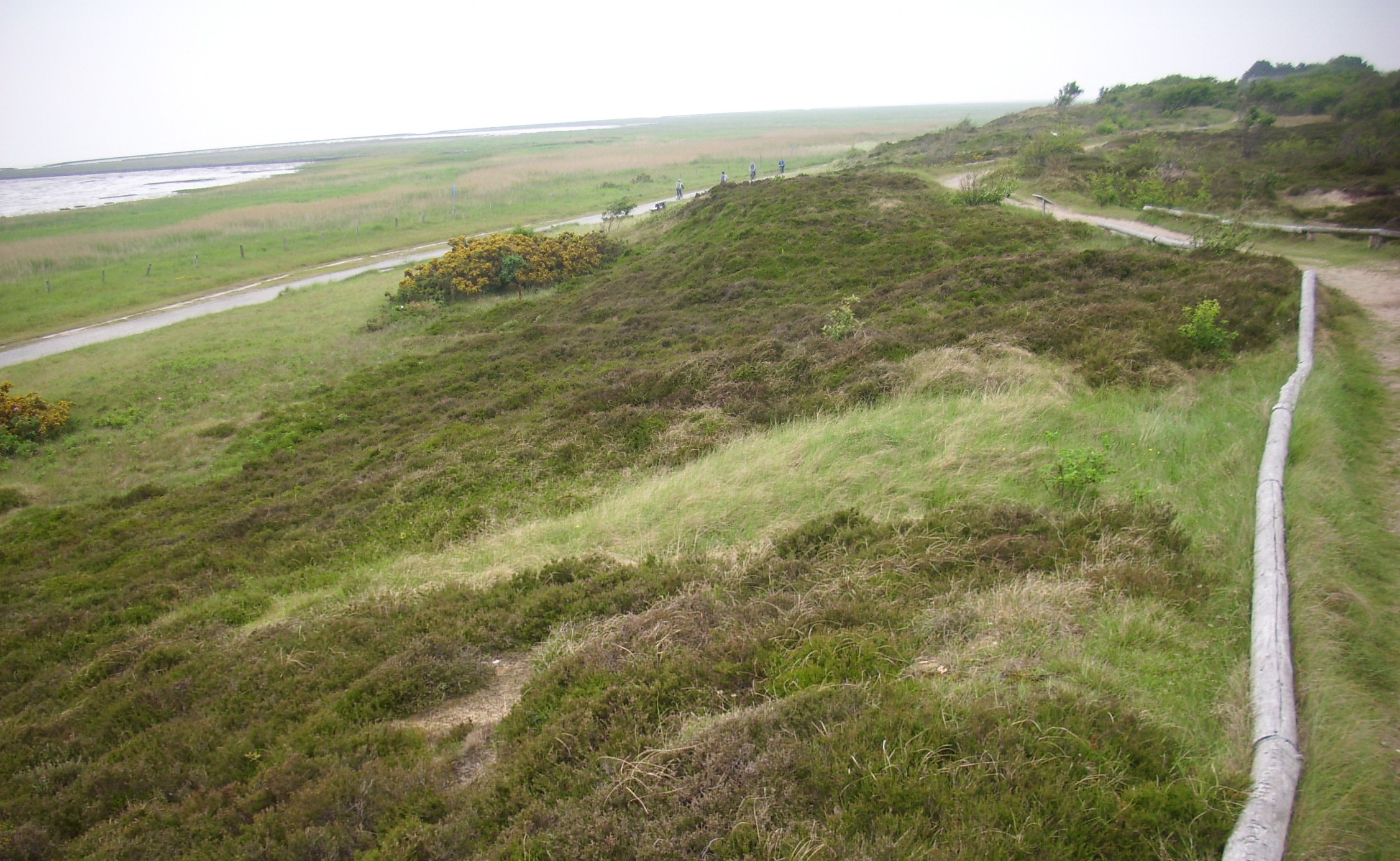
Geestkliff am Rand der Duhner Heide

### Infrastruktur
Das Zentrum Duhnens befindet sich an den Straßen Am Dorfbrunnen und Duhner Strandstraße. Hier finden sich neben mehrstöckigen funktionalen Hotel-, Gastronomie- und Geschäftsgebäuden im Stil der 1970er und 1980er Jahre einzelne Gebäude im Seebäderstil des ersten Jahrzehnts des 20. Jahrhunderts. An der Duhner Strandstraße nahe der Straße Am Dorfbrunnen hat sich außerdem gehobenere Hotellerie angesiedelt. In Richtung Südwesten wurden im Bereich des Hallenbades seit den 1980er Jahren mehrstöckige Appartementgebäude errichtet, während in Richtung Döse an der Cuxhavener Straße mit dem Hotel Seelust und dem Hotel Sternhagen ebenfalls größere Hotels der gehobenen Preisklasse zu finden sind. Außerdem befinden sich hier Campingmöglichkeiten. Das Hinterland Duhnens wird von Einfamilienhäusern geprägt, in denen teilweise auch Ferienwohnungen vermietet werden.

### Verkehr

Die Jan & Cuxi Strandbahn im Jahr 2024

Die Jan-Cux-Strandbahn an der Endhaltestelle Alte Liebe im Jahr 2023

Das seit 2020 eingesetzte E-Fahrzeug Dünenbahn an der Endhaltestelle Duhner Dorfbrunnen im Jahr 2023

Das Duhner Zentrum ist für den allgemeinen Straßenverkehr teilweise gesperrt oder verkehrsberuhigt. Es bestehen Stadtbus-Verbindungen ins Cuxhavener Zentrum, wo sich der nächste Bahnhof befindet, und nach Sahlenburg. Vor dem Ortseingang wurden Großraumparkplätze für Tagesbesucher angelegt. Mit der Pferdekutsche lässt sich die Insel Neuwerk erreichen. Die Jan & Cuxi Strandbahn, die zwischen der Alten Liebe und dem FKK-Strand verkehrt, bedient mehrere Haltestellen am Duhner Strandabschnitt. Außerdem ist der Duhner Dorfbrunnen der Startpunkt für die Dünenbahn, welche von dort zum Campingplatz Wernerwald fährt.

## Persönlichkeiten

### Söhne und Töchter des Ortes
- Peter Thode (1647–1701), Vogt auf Neuwerk[7]

### Personen, die mit dem Ort in Verbindung stehen
- Robert Dohrmann (1850–1932), Unternehmer, der in Cuxhaven als Fischgroßhändler, Reeder und Immobilienmakler tätig war, er gilt als Begründer des Seebades Duhnen
- Hermann Daur (1870–1925), Maler und Graphiker, von 1895 an kam es zu jährlichen Aufenthalten in Duhnen, wo er seine spätere Frau Margarete Boldt kennenlernte
- Diedrich Hahn (1884–1967), Kaufmann und Reeder, er war Präsident des Vereins für Pferderennen auf dem Duhner Watt
- Karl Waller (1892–1963), Lehrer und Heimat- und Vorgeschichtsforscher des Elbe-Weser-Raumes, unter seiner Leitung fanden zahlreiche Ausgrabungen und Notbergungen u. a. in Duhnen statt
- Peter Samulski (1938–2012), Bibliotheksdirektor an der Universitäts- und Landesbibliothek Münster, Langstreckenläufer, er lief am 4. September 1994 den Halbmarathon in Duhnen
- Monika Held (* 1943), Schriftstellerin und Journalistin, sie absolvierte in Duhnen ihre Lehre zur Verlagskauffrau